# Конкордантность (сексология)
Конкордантность, конкордантность возбуждения или сексуальная конкордантность (англ. Sexual concordance), субъективно-генитальная согласованность (subjective-genital agreement) — степень корреляции между субъективным сексуальным возбуждением и физиологическим (соматическим, обычно генитальным) ответом.
Нонконкордантность, сексуальная нонконкордантность — обратное конкордантности понятие, оно обозначает несоответствие между соматической реакцией и сексуальным возбуждением, «разрыв» между субъективным ощущением возбуждения и генитальной реакцией, демонстрирующей или недемонстрирующей возбуждение.
Частота встречаемости конкордантности (нонконкордантности) зависит от гендера.
Явление нонконкордантности и конкордантности часто изучается в рамках сексологии и психологии для понимания сложных взаимоотношений между разумом и телом во время сексуальной активности.

## Обзор
Конкордантность — мера того, насколько близко субъективные ощущения сексуального возбуждения у человека совпадают с измеримыми физическими признаками возбуждения, такими как кровоток в гениталиях.
Сексуальная нонконкордантность — несоответствие обеспечивающих половой акт соматических реакций организма (возбуждение гениталий, связанные физиологические реакции и даже оргазм) и эмоционального состояния (психологического настроя) индивида — часто встречается в жизни человека как в нейтральном, так и в сексуальном контексте.

## Методы измерения
Конкордантность возбуждения можно измерять с помощью различных субъективных и объективных методов:
- Субъективные методы: Самостоятельно заполненные опросники и интервью, где люди оценивают уровень своего сексуального возбуждения.
- Объективные методы: Физиологические методы, такие как плетизмография полового члена (для мужчин), вагинальная фотоплетизмография (для женщин) и термография[3][10][11].

## Результаты исследований
Исследования выявили различные паттерны сексуальной конкордантности среди разных групп:
- Половые различия: большинство исследований показывают, что у мужчин сексуальная конкордантность выше, чем у женщин, то есть субъективное возбуждение у мужчин часто тесно связано с их физиологическим возбуждением. У женщин субъективное и физиологическое возбуждение, однако, часто менее тесно взаимосвязаны[12][13].
- Сексуальная ориентация: конкордантность возбуждения также может варьироваться в зависимости от сексуальной ориентации. Например, у гетеросексуальных и гомосексуальных людей может быть разная степень соответствия между их субъективными и физиологическими сексуальными реакциями[10][10].
- Индивидуальные особенности: такие факторы, как психологическое состояние, удовлетворенность отношениями и культурный фон, также могут влиять на конкордантность возбуждения.

## Предлагаемые объяснения
Предложено несколько гипотез для объяснения феномена сексуальной конкордантности и его большей изменчивости у женщин по сравнению с мужчинами:
- Гипотеза защиты гениталий: Одна из основных теорий предполагает, что расхождение между субъективным и физиологическим сексуальным возбуждением у женщин имеет эволюционную функцию. Согласно этой гипотезе, увеличенный приток крови к гениталиям у женщин, даже при отсутствии субъективного возбуждения, может защищать ткани гениталий от повреждений во время неконсенсуального полового акта, такого как изнасилование[10][9].

## Гендерные различия
Несоответствие между физиологическим и эмоциональным возбуждением или его отсутствием с разной частотой встречается у представителей разных гендеров, причины этого неизвестны.
Мужчины дают более высокие оценки субъективно-генитального соответствия (конкордантности), чем женщины.
На 2010 год исследователи сформулировали 10 гипотез о гендерных различиях в наблюдаемой конкордантности, основанных на методологических соображениях, и сформировали 5 прогнозов, основанных на теоретических соображениях.